# اربانخا ریپیکو
اربانخا ریپیکو (به اسپانیایی: Orbaneja Riopico) یک شهرستان در اسپانیا است.